# Pallacanestro Olimpia Milano 1995-1996
Questa voce raccoglie le informazioni riguardanti la Pallacanestro Olimpia Milano nelle competizioni ufficiali della stagione 1995-1996.

## Stagione

La Stefanel Milano festeggia negli spogliatoi del Forum di Assago il suo 25º scudetto, al termine di gara-4 della finale play-off contro la TeamSystem Bologna.

La squadra, sponsorizzata Stefanel è guidata per la seconda stagione dal tecnico Bogdan Tanjević. L’Olimpia disputa il campionato di Serie A1 terminando al quinto posto nella regular season, con 19 partite vinte su 32.
In Coppa Korać la squadra milanese arriva, come l’anno precedente, fino alle finali dove incontra i Turchi dell’Efes Pilsen. Dopo aver perso di 8 punti (76-78) a Istanbul nel ritorno del 13 marzo 1996 al Forum di Assago rimonta solo fino al 77-70 che assegna la Coppa ai Turchi.
In Coppa Italia l’Olimpia arriva alla final four che si tiene al Forum di Assago; in semifinale supera la Buckler Bologna 83-82 e poi vince il 23 marzo 1996 la finale battendo 90 a 72 la Mash Jeans Verona, conquistando la Coppa per la quarta volta nella sua storia.
Il 23 aprile 1996 l’Olimpia inizia i play-off scudetto affrontando e battendo la Cagiva Varese nella prima partita dei quarti di finale; la vittoria anche nel ritorno assicura a Milano l’accesso alle semifinali, dove incontra ed elimina (3-1) la Buckler Bologna. Nella serie finale affronta l'altra squadra felsinea, la TeamSystem Bologna: la quarta e decisiva partita si gioca il 28 maggio al Forum di Assago e la vittoria della Stefanel 88-80 la porta sul 3-1 con la conseguente vittoria del titolo, il venticinquesimo nella storia dei milanesi.

## Maglie
Il fornitore ufficiale del materiale tecnico per la stagione 1995-1996 è stata Adidas.

## Roster
| Stefanel Milano 1995-96 | Stefanel Milano 1995-96 |
| Giocatori               | Staff tecnico           |
| ----------------------- | ----------------------- |

| N. | Naz.                                       | Ruolo | Nome                   | Anno | Alt.   | Peso   |  |
| -- | ------------------------------------------ | ----- | ---------------------- | ---- | ------ | ------ |  |
| 5  | Italia (bandiera)                          | P     | Ferdinando Gentile (C) | 1967 | 190 cm | 85 kg  |  |
| 6  | Italia (bandiera)                          | G     | Flavio Portaluppi      | 1971 | 188 cm | 88 kg  |  |
| 7  | Slovenia (bandiera) · Italia (bandiera)    | AC    | Gregor Fučka           | 1971 | 215 cm | 98 kg  |  |
| 9  | Italia (bandiera)                          | A     | Alessandro De Pol      | 1972 | 204 cm | 105 kg |  |
| 10 | Jugoslavia (bandiera)                      | AP    | Dejan Bodiroga         | 1973 | 205 cm | 100 kg |  |
| 11 | Italia (bandiera)                          | C     | Paolo Alberti          | 1972 | 205 cm | 106 kg |  |
| 12 | Italia (bandiera)                          | C     | Marco Baldi            | 1966 | 208 cm | 105 kg |  |
| 13 | Italia (bandiera)                          | GA    | Marco Sambugaro        | 1971 | 196 cm | 89 kg  |  |
| 14 | Italia (bandiera)                          | C     | Davide Cantarello      | 1968 | 214 cm | 108 kg |  |
| 15 | Panama (bandiera) · Stati Uniti (bandiera) | G     | Rolando Blackman       | 1959 | 198 cm | 86 kg  |  |
| 16 | Italia (bandiera)                          | C     | Enrico Degli Agosti    | 1974 | 208 cm | 100 kg |  |
| -  | Italia (bandiera)                          | A     | Giorgio Mapelli        | 1978 | 200 cm | 95 kg  |  |
| -  | Italia (bandiera)                          |       | Stefano Sala           | 1975 |        |        |  |

| Allenatore                                                                 |
| - Bogdan Tanjević                                                          |
| Assistente/i                                                               |
| - Marco Crespi Legenda - (C) Capitano - (IN) Inattivo - Infortunato Roster |

## Mercato

### Sessione estiva
| Acquisti | Acquisti         | Acquisti    | Acquisti   | Acquisti |
| R.       | Nome             | da          | Modalità   |          |
| -------- | ---------------- | ----------- | ---------- | -------- |
| G        | Rolando Blackman | AEK Atene   | svincolato |          |
| G]       | Marco Sambugaro  | Pall. Cantù | svincolato |          |
| C        | Marco Baldi      | Pall. Cantù | svincolato |          |

| Cessioni | Cessioni        | Cessioni           | Cessioni       | Cessioni |
| R.       | Nome            | a                  | Modalità       |          |
| -------- | --------------- | ------------------ | -------------- | -------- |
| C        | Walter Palmer   | Ferro Carril Oeste | fine contratto |          |
| AC       | Davide Pessina  | Pall. Treviso      | fine contratto |          |
| GA       | Hugo Sconochini | Virtus Roma        | fine contratto |          |

### Dopo l'inizio della stagione
| Acquisti | Acquisti | Acquisti | Acquisti | Acquisti |
| R.       | Nome     | da       | Data     | Modalità |
| -------- | -------- | -------- | -------- | -------- |

| Cessioni | Cessioni            | Cessioni       | Cessioni      | Cessioni |
| R.       | Nome                | a              | Data          | Modalità |
| -------- | ------------------- | -------------- | ------------- | -------- |
| C        | Enrico Degli Agosti | Dinamo Sassari | novembre 1995 | prestito |

## Risultati

### Serie A

#### Stagione regolare

##### Girone d'andata
| Assago 17 settembre 1995 1ª giornata    | Olimpia Milano | 96 – 86 referto | Libertas Forlì | Forum di Milano |
| Bogdan Tanjević Allenatori Phil Melillo |                |                 |                |                 |
|                                         |                |                 |                |                 |
| Bogdan Tanjević                         | Allenatori     | Phil Melillo    |                |                 |

| Pistoia 21 settembre 1995 2ª giornata    | Olimpia Pistoia | 70 – 69 referto | Olimpia Milano | PalaCarrara |
| Massimo Friso Allenatori Bogdan Tanjević |                 |                 |                |             |
|                                          |                 |                 |                |             |
| Massimo Friso                            | Allenatori      | Bogdan Tanjević |                |             |

| Assago 24 settembre 1995 3ª giornata       | Olimpia Milano | 86 – 89 referto | Fortitudo Bologna | Forum di Milano |
| Bogdan Tanjević Allenatori Sergio Scariolo |                |                 |                   |                 |
|                                            |                |                 |                   |                 |
| Bogdan Tanjević                            | Allenatori     | Sergio Scariolo |                   |                 |

| Pesaro 30 settembre 1995 4ª giornata         | V.L. Pesaro | 76 – 77 referto | Olimpia Milano | Vitrifrigo Arena |
| Valerio Bianchini Allenatori Bogdan Tanjević |             |                 |                |                  |
|                                              |             |                 |                |                  |
| Valerio Bianchini                            | Allenatori  | Bogdan Tanjević |                |                  |

| Assago 15 ottobre 1995 5ª giornata         | Olimpia Milano | 88 – 91 referto | Mens Sana Siena | Forum di Milano |
| Bogdan Tanjević Allenatori Cesare Pancotto |                |                 |                 |                 |
|                                            |                |                 |                 |                 |
| Bogdan Tanjević                            | Allenatori     | Cesare Pancotto |                 |                 |

| Trieste 22 ottobre 1995 6ª giornata          | Pall. Trieste | 86 – 103 referto | Olimpia Milano | PalaTrieste |
| Virginio Bernardi Allenatori Bogdan Tanjević |               |                  |                |             |
|                                              |               |                  |                |             |
| Virginio Bernardi                            | Allenatori    | Bogdan Tanjević  |                |             |

| Assago 28 ottobre 1995 7ª giornata         | Olimpia Milano | 93 – 75 referto | Aresium | Forum di Milano |
| Bogdan Tanjević Allenatori Carlo Recalcati |                |                 |         |                 |
|                                            |                |                 |         |                 |
| Bogdan Tanjević                            | Allenatori     | Carlo Recalcati |         |                 |

| Assago 5 novembre 1995 8ª giornata            | Olimpia Milano | 85 – 73 referto    | Scaligera | Forum di Milano |
| Bogdan Tanjević Allenatori Franco Marcelletti |                |                    |           |                 |
|                                               |                |                    |           |                 |
| Bogdan Tanjević                               | Allenatori     | Franco Marcelletti |           |                 |

| Reggio Calabria 19 novembre 1995 9ª giornata | Viola R. Calabria | 56 – 77 referto | Olimpia Milano | PalaCalafiore |
| Antonio Zorzi Allenatori Bogdan Tanjević     |                   |                 |                |               |
|                                              |                   |                 |                |               |
| Antonio Zorzi                                | Allenatori        | Bogdan Tanjević |                |               |

| Assago 26 novembre 1995 10ª giornata     | Olimpia Milano | 95 – 84 referto | Virtus Bologna | Forum di Milano |
| Bogdan Tanjević Allenatori Alberto Bucci |                |                 |                |                 |
|                                          |                |                 |                |                 |
| Bogdan Tanjević                          | Allenatori     | Alberto Bucci   |                |                 |

| Villorba 3 dicembre 1995 11ª giornata    | Pall. Treviso | 80 – 77 referto | Olimpia Milano | PalaVerde |
| Mike D'Antoni Allenatori Bogdan Tanjević |               |                 |                |           |
|                                          |               |                 |                |           |
| Mike D'Antoni                            | Allenatori    | Bogdan Tanjević |                |           |

| Roma 9 dicembre 1995 12ª giornata       | Virtus Roma | 73 – 93 referto | Olimpia Milano | Palazzo dello Sport |
| Attilio Caja Allenatori Bogdan Tanjević |             |                 |                |                     |
|                                         |             |                 |                |                     |
| Attilio Caja                            | Allenatori  | Bogdan Tanjević |                |                     |

| Assago 16 dicembre 1995 13ª giornata       | Olimpia Milano | 77 – 86 referto | Pall. Varese | Forum di Milano |
| Bogdan Tanjević Allenatori Edoardo Rusconi |                |                 |              |                 |
|                                            |                |                 |              |                 |
| Bogdan Tanjević                            | Allenatori     | Edoardo Rusconi |              |                 |

##### Girone di ritorno
| Forlì 23 dicembre 1995 14ª giornata     | Libertas Forlì | 73 – 80 referto | Olimpia Milano | PalaGalassi |
| Phil Melillo Allenatori Bogdan Tanjević |                |                 |                |             |
|                                         |                |                 |                |             |
| Phil Melillo                            | Allenatori     | Bogdan Tanjević |                |             |

| Assago 30 dicembre 1995 15ª giornata     | Olimpia Milano | 113 – 82 referto | Olimpia Pistoia | Forum di Milano |
| Bogdan Tanjević Allenatori Massimo Friso |                |                  |                 |                 |
|                                          |                |                  |                 |                 |
| Bogdan Tanjević                          | Allenatori     | Massimo Friso    |                 |                 |

| Bologna 6 gennaio 1996 16ª giornata        | Fortitudo Bologna | 91 – 89 referto | Olimpia Milano | PalaDozza |
| Sergio Scariolo Allenatori Bogdan Tanjević |                   |                 |                |           |
|                                            |                   |                 |                |           |
| Sergio Scariolo                            | Allenatori        | Bogdan Tanjević |                |           |

| Assago 13 gennaio 1996 17ª giornata          | Olimpia Milano | 108 – 94 referto  | V.L. Pesaro | Forum di Milano |
| Bogdan Tanjević Allenatori Valerio Bianchini |                |                   |             |                 |
|                                              |                |                   |             |                 |
| Bogdan Tanjević                              | Allenatori     | Valerio Bianchini |             |                 |

| Siena 21 gennaio 1996 18ª giornata         | Mens Sana Siena | 74 – 70 referto | Olimpia Milano | PalaEstra |
| Cesare Pancotto Allenatori Bogdan Tanjević |                 |                 |                |           |
|                                            |                 |                 |                |           |
| Cesare Pancotto                            | Allenatori      | Bogdan Tanjević |                |           |

| Assago 28 gennaio 1996 19ª giornata    | Olimpia Milano | 95 – 81 referto | Pall. Trieste | Forum di Milano |
| Bogdan Tanjević Allenatori Mauro Stoch |                |                 |               |                 |
|                                        |                |                 |               |                 |
| Bogdan Tanjević                        | Allenatori     | Mauro Stoch     |               |                 |

| Assago 3 febbraio 1996 20ª giornata          | Aresium    | 71 – 81 referto | Olimpia Milano | Forum di Milano |
| Luigi Bergamaschi Allenatori Bogdan Tanjević |            |                 |                |                 |
|                                              |            |                 |                |                 |
| Luigi Bergamaschi                            | Allenatori | Bogdan Tanjević |                |                 |

| Verona 11 febbraio 1996 21ª giornata          | Scaligera  | 86 – 94 referto | Olimpia Milano | PalaOlimpia |
| Franco Marcelletti Allenatori Bogdan Tanjević |            |                 |                |             |
|                                               |            |                 |                |             |
| Franco Marcelletti                            | Allenatori | Bogdan Tanjević |                |             |

| Assago 18 febbraio 1996 22ª giornata     | Olimpia Milano | 79 – 68 referto | Viola R. Calabria | Forum di Milano |
| Bogdan Tanjević Allenatori Antonio Zorzi |                |                 |                   |                 |
|                                          |                |                 |                   |                 |
| Bogdan Tanjević                          | Allenatori     | Antonio Zorzi   |                   |                 |

| Casalecchio di Reno 21 febbraio 1996 23ª giornata | Virtus Bologna | 80 – 85 referto | Olimpia Milano | Unipol Arena |
| Alberto Bucci Allenatori Bogdan Tanjević          |                |                 |                |              |
|                                                   |                |                 |                |              |
| Alberto Bucci                                     | Allenatori     | Bogdan Tanjević |                |              |

| Assago 3 marzo 1996 24ª giornata         | Olimpia Milano | 92 – 97 referto | Pall. Treviso | Forum di Milano |
| Bogdan Tanjević Allenatori Mike D'Antoni |                |                 |               |                 |
|                                          |                |                 |               |                 |
| Bogdan Tanjević                          | Allenatori     | Mike D'Antoni   |               |                 |

| Assago 10 marzo 1996 25ª giornata       | Olimpia Milano | 93 – 95 referto | Virtus Roma | Forum di Milano |
| Bogdan Tanjević Allenatori Attilio Caja |                |                 |             |                 |
|                                         |                |                 |             |                 |
| Bogdan Tanjević                         | Allenatori     | Attilio Caja    |             |                 |

| Varese 17 marzo 1996 26ª giornata          | Pall. Varese | 93 – 82 referto | Olimpia Milano | Palasport Lino Oldrini |
| Edoardo Rusconi Allenatori Bogdan Tanjević |              |                 |                |                        |
|                                            |              |                 |                |                        |
| Edoardo Rusconi                            | Allenatori   | Bogdan Tanjević |                |                        |

##### Seconda fase
| Assago 26 marzo 1996 27ª giornata        | Olimpia Milano | 89 – 78 referto | Olimpia Pistoia | Forum di Milano |
| Bogdan Tanjević Allenatori Massimo Friso |                |                 |                 |                 |
|                                          |                |                 |                 |                 |
| Bogdan Tanjević                          | Allenatori     | Massimo Friso   |                 |                 |

| Roma 31 marzo 1996 28ª giornata         | Virtus Roma | 91 – 97 referto | Olimpia Milano | Palazzo dello Sport |
| Attilio Caja Allenatori Bogdan Tanjević |             |                 |                |                     |
|                                         |             |                 |                |                     |
| Attilio Caja                            | Allenatori  | Bogdan Tanjević |                |                     |

| Bologna 3 aprile 1996 29ª giornata         | Fortitudo Bologna | 85 – 81 referto | Olimpia Milano | PalaDozza |
| Sergio Scariolo Allenatori Bogdan Tanjević |                   |                 |                |           |
|                                            |                   |                 |                |           |
| Sergio Scariolo                            | Allenatori        | Bogdan Tanjević |                |           |

| Assago 6 aprile 1996 30ª giornata             | Olimpia Milano | 69 – 74 referto    | Scaligera | Forum di Milano |
| Bogdan Tanjević Allenatori Franco Marcelletti |                |                    |           |                 |
|                                               |                |                    |           |                 |
| Bogdan Tanjević                               | Allenatori     | Franco Marcelletti |           |                 |

| Assago 11 aprile 1996 31ª giornata       | Olimpia Milano | 97 – 75 referto | Viola R. Calabria | Forum di Milano |
| Bogdan Tanjević Allenatori Antonio Zorzi |                |                 |                   |                 |
|                                          |                |                 |                   |                 |
| Bogdan Tanjević                          | Allenatori     | Antonio Zorzi   |                   |                 |

| Villorba 14 aprile 1996 32ª giornata     | Pall. Treviso | 80 – 79 referto | Olimpia Milano | PalaVerde |
| Mike D'Antoni Allenatori Bogdan Tanjević |               |                 |                |           |
|                                          |               |                 |                |           |
| Mike D'Antoni                            | Allenatori    | Bogdan Tanjević |                |           |

#### Play-off

##### Quarti di finale
| Varese 23 aprile 1996 Gara 1               | Pall. Varese | 77 – 89 referto | Olimpia Milano | Palasport Lino Oldrini |
| Edoardo Rusconi Allenatori Bogdan Tanjević |              |                 |                |                        |
|                                            |              |                 |                |                        |
| Edoardo Rusconi                            | Allenatori   | Bogdan Tanjević |                |                        |

| Assago 28 aprile 1996 Gara 2               | Olimpia Milano | 95 – 81 referto | Pall. Varese | Forum di Milano |
| Bogdan Tanjević Allenatori Edoardo Rusconi |                |                 |              |                 |
|                                            |                |                 |              |                 |
| Bogdan Tanjević                            | Allenatori     | Edoardo Rusconi |              |                 |

##### Semifinale
| Casalecchio di Reno 4 maggio 1996 Gara 1 | Virtus Bologna | 75 – 82 referto | Olimpia Milano | Unipol Arena |
| Alberto Bucci Allenatori Bogdan Tanjević |                |                 |                |              |
|                                          |                |                 |                |              |
| Alberto Bucci                            | Allenatori     | Bogdan Tanjević |                |              |

| Assago 7 maggio 1996 Gara 2              | Olimpia Milano | 90 – 71 referto | Virtus Bologna | Forum di Milano |
| Bogdan Tanjević Allenatori Alberto Bucci |                |                 |                |                 |
|                                          |                |                 |                |                 |
| Bogdan Tanjević                          | Allenatori     | Alberto Bucci   |                |                 |

| Casalecchio di Reno 9 maggio 1996 Gara 3 | Virtus Bologna | 64 – 55 referto | Olimpia Milano | Unipol Arena |
| Alberto Bucci Allenatori Bogdan Tanjević |                |                 |                |              |
|                                          |                |                 |                |              |
| Alberto Bucci                            | Allenatori     | Bogdan Tanjević |                |              |

| Assago 11 maggio 1996 Gara 4             | Olimpia Milano | 77 – 56 referto | Virtus Bologna | Forum di Milano |
| Bogdan Tanjević Allenatori Alberto Bucci |                |                 |                |                 |
|                                          |                |                 |                |                 |
| Bogdan Tanjević                          | Allenatori     | Alberto Bucci   |                |                 |

##### Finale
| Bologna 18 maggio 1996 Gara 1              | Fortitudo Bologna | 77 – 73 referto | Olimpia Milano | PalaDozza |
| Sergio Scariolo Allenatori Bogdan Tanjević |                   |                 |                |           |
|                                            |                   |                 |                |           |
| Sergio Scariolo                            | Allenatori        | Bogdan Tanjević |                |           |

| Assago 21 maggio 1996 Gara 2               | Olimpia Milano | 80 – 75 referto | Fortitudo Bologna | Forum di Milano |
| Bogdan Tanjević Allenatori Sergio Scariolo |                |                 |                   |                 |
|                                            |                |                 |                   |                 |
| Bogdan Tanjević                            | Allenatori     | Sergio Scariolo |                   |                 |

| Bologna 25 maggio 1996 Gara 3              | Fortitudo Bologna | 68 – 70 referto | Olimpia Milano | PalaDozza |
| Sergio Scariolo Allenatori Bogdan Tanjević |                   |                 |                |           |
|                                            |                   |                 |                |           |
| Sergio Scariolo                            | Allenatori        | Bogdan Tanjević |                |           |

| Assago 28 maggio 1996 Gara 4               | Olimpia Milano | 88 – 80 referto | Fortitudo Bologna | Forum di Milano |
| Bogdan Tanjević Allenatori Sergio Scariolo |                |                 |                   |                 |
|                                            |                |                 |                   |                 |
| Bogdan Tanjević                            | Allenatori     | Sergio Scariolo |                   |                 |

### Coppa Korać

#### Turno preliminare
| Arbitri: | Mats Bjarnemar Boleslaw Antonijczuk |

|                 |            |                 |
| Antanas Sireika | Allenatori | Bogdan Tanjević |

| Arbitri: | Zoran Grbac Christakis Papadamou |

|                 |            |                 |
| Bogdan Tanjević | Allenatori | Antanas Sireika |

#### Fase a gironi
| Arbitri: | Pascal Dorizon Markus Hesse |

|                 |            |                |
| Bogdan Tanjević | Allenatori | Pepu Hernández |

| Arbitri: | Tihomir Bubalo Juan Redondo |

|  |            |                 |
|  | Allenatori | Bogdan Tanjević |

| Arbitri: | Konrad Tomczyk Andreas Roth |

|             |            |                 |
| Murat Didin | Allenatori | Bogdan Tanjević |

| Arbitri: | Stylianos Koukoulekidis Antonio Coelho |

|                |            |                 |
| Pepu Hernández | Allenatori | Bogdan Tanjević |

| Arbitri: | Reuven Virovnik Branko Jovanovic |

|                 |            |  |
| Bogdan Tanjević | Allenatori |  |

| Arbitri: | Michel Zegwaard Serge De Coster |

|                 |            |             |
| Bogdan Tanjević | Allenatori | Murat Didin |

#### Fase a eliminazione diretta
| Arbitro: | Stylianos Koukoulekidis |

|                 |            |                 |
| Edoardo Rusconi | Allenatori | Bogdan Tanjević |

| Arbitri: | Victor Mas Alan Richardson |

|                 |            |                 |
| Bogdan Tanjević | Allenatori | Edoardo Rusconi |

| Arbitri: | Wieslaw Zych Danko Radic |

|                 |            |                |
| Bogdan Tanjević | Allenatori | Gregor Beugnot |

| Arbitri: | Alan Richardson José Araujo |

|                |            |                 |
| Gregor Beugnot | Allenatori | Bogdan Tanjević |

| Arbitri: | Armand De Keyser Carl Jungebrand |

|           |            |                 |
| Aydın Örs | Allenatori | Bogdan Tanjević |

| Arbitri: | Reuven Virovnik Viliam Koller |

|                 |            |           |
| Bogdan Tanjević | Allenatori | Aydın Örs |

### Coppa Italia
| Napoli 31 agosto 1995 Sedicesimi di finale - Andata | Napoli Basket | 78 – 80         | Olimpia Milano | Palazzetto dello sport Mario Argento |
| Allenatori Bogdan Tanjević                          |               |                 |                |                                      |
|                                                     |               |                 |                |                                      |
|                                                     | Allenatori    | Bogdan Tanjević |                |                                      |

| Milano 3 settembre 1995 Sedicesimi di finale - Ritorno | Olimpia Milano | 94 – 71 | Napoli Basket | Palalido |
| Bogdan Tanjević Allenatori                             |                |         |               |          |
|                                                        |                |         |               |          |
| Bogdan Tanjević                                        | Allenatori     |         |               |          |

| Milano 5 settembre 1995 Ottavi di finale - Andata | Aresium    | 73 – 85         | Olimpia Milano | Palalido |
| Luigi Bergamaschi Allenatori Bogdan Tanjević      |            |                 |                |          |
|                                                   |            |                 |                |          |
| Luigi Bergamaschi                                 | Allenatori | Bogdan Tanjević |                |          |

| Milano 7 settembre 1995 Ottavi di finale - Ritorno | Olimpia Milano | 98 – 87           | Aresium | Palalido |
| Bogdan Tanjević Allenatori Luigi Bergamaschi       |                |                   |         |          |
|                                                    |                |                   |         |          |
| Bogdan Tanjević                                    | Allenatori     | Luigi Bergamaschi |         |          |

| Varese 10 settembre 1995 Quarti di finale - Andata | Pall. Varese | 75 – 110        | Olimpia Milano | Palasport Lino Oldrini |
| Edoardo Rusconi Allenatori Bogdan Tanjević         |              |                 |                |                        |
|                                                    |              |                 |                |                        |
| Edoardo Rusconi                                    | Allenatori   | Bogdan Tanjević |                |                        |

| Milano 14 settembre 1995 Quarti di finale - Ritorno | Olimpia Milano | 88 – 93         | Pall. Varese | Palalido |
| Bogdan Tanjević Allenatori Edoardo Rusconi          |                |                 |              |          |
|                                                     |                |                 |              |          |
| Bogdan Tanjević                                     | Allenatori     | Edoardo Rusconi |              |          |

| Assago 22 marzo 1996 Semifinale          | Olimpia Milano | 83 – 82       | Virtus Bologna | Forum di Milano |
| Bogdan Tanjević Allenatori Alberto Bucci |                |               |                |                 |
|                                          |                |               |                |                 |
| Bogdan Tanjević                          | Allenatori     | Alberto Bucci |                |                 |

| Assago 23 marzo 1996 Finale                   | Olimpia Milano | 90 – 72            | Scaligera | Forum di Milano |
| Bogdan Tanjević Allenatori Franco Marcelletti |                |                    |           |                 |
|                                               |                |                    |           |                 |
| Bogdan Tanjević                               | Allenatori     | Franco Marcelletti |           |                 |

## Statistiche

### Statistiche giocatori
Fonte: Campionato, Coppa Italia

Fonte Coppa Korac
| Giocatore       | Serie A | Serie A | Serie A | Serie A | Serie A Playoff | Serie A Playoff | Serie A Playoff | Serie A Playoff | Coppa Italia | Coppa Italia | Coppa Italia | Coppa Italia | Coppa Korac | Coppa Korac | Coppa Korac | Coppa Korac | Totale | Totale | Totale | Totale |
| Giocatore       | PG      | PTI     | AST     | RIM     | PG              | PTI             | AST             | RIM             | PG           | PTI          | AST          | RIM          | PG          | PTI         | AST         | RIM         | PG     | PTI    | AST    | RIM    |
| --------------- | ------- | ------- | ------- | ------- | --------------- | --------------- | --------------- | --------------- | ------------ | ------------ | ------------ | ------------ | ----------- | ----------- | ----------- | ----------- | ------ | ------ | ------ | ------ |
| P. Alberti      | 24      | 82      | 0       | 70      | 10              | 23              | 1               | 21              | ?            | ?            | ?            | ?            | 13          | 63          | 0           | 53          | 47+    | 168+   | 1+     | 144+   |
| M. Baldi        | 12      | 30      | 3       | 24      | 5               | 3               | 0               | 5               | ?            | ?            | ?            | ?            | 7           | 19          | 1           | 12          | 24+    | 52+    | 4+     | 41+    |
| R. Blackman     | 25      | 395     | 19      | 62      | 10              | 137             | 8               | 27              | ?            | ?            | ?            | ?            | 14          | 227         | 19          | 33          | 49+    | 759+   | 46+    | 122+   |
| D. Bodiroga     | 26      | 595     | 20      | 148     | 10              | 198             | 11              | 58              | ?            | ?            | ?            | ?            | 14          | 247         | 23          | 79          | 50+    | 1040+  | 54+    | 285+   |
| D. Cantarello   | 28      | 78      | 8       | 74      | 10              | 41              | 4               | 32              | ?            | ?            | ?            | ?            | 14          | 58          | 2           | 49          | 52+    | 177+   | 14+    | 155+   |
| A. De Pol       | 27      | 205     | 23      | 107     | 10              | 81              | 3               | 39              | ?            | ?            | ?            | ?            | 14          | 98          | 12          | 77          | 51+    | 384+   | 38+    | 223+   |
| G. Fučka        | 24      | 366     | 13      | 172     | 10              | 124             | 6               | 65              | ?            | ?            | ?            | ?            | 13          | 199         | 16          | 85          | 47+    | 689+   | 35+    | 322+   |
| F. Gentile      | 27      | 321     | 55      | 92      | 10              | 86              | 26              | 34              | ?            | ?            | ?            | ?            | 14          | 164         | 53          | 39          | 51+    | 571+   | 134+   | 165+   |
| F. Portaluppi   | 27      | 204     | 9       | 29      | 10              | 103             | 6               | 10              | ?            | ?            | ?            | ?            | 12          | 79          | 4           | 7           | 49+    | 386+   | 19+    | 46+    |
| M. Sambugaro    | 12      | 30      | 1       | 5       | 3               | 3               | 0               | 0               | ?            | ?            | ?            | ?            | 5           | 21          | 0           | 2           | 20+    | 54+    | 1+     | 7+     |
| E. Degli Agosti | 1       | 2       | 0       | 0       | -               | -               | -               | -               | ?            | ?            | ?            | ?            | -           | -           | -           | -           | 1+     | 2+     | 0+     | 0+     |
| G. Mapelli      | 0       | 0       | 0       | 0       | -               | -               | -               | -               | ?            | ?            | ?            | ?            | -           | -           | -           | -           | 0+     | 0+     | 0+     | 0+     |
| S. Sala         | 1       | 0       | 0       | 0       | -               | -               | -               | -               | ?            | ?            | ?            | ?            | -           | -           | -           | -           | 1+     | 0+     | 0+     | 0+     |